# Задровьевский сельсовет
Задровьевский сельсовет — административная единица на территории Оршанского района Витебской области Беларуси.

## Состав
Задровьевский сельсовет включает 13 населённых пунктов:
- Дроздово — деревня.
- Дубовое — деревня.
- Железняки — деревня.
- Задровье — деревня.
- Зайцево — деревня.
- Засекли — деревня.
- Козлово — деревня.
- Погост — деревня.
- Погостик — деревня.
- Понизовье — деревня.
- Рагозино — деревня.
- Росский Селец — деревня.
- Хлусово — деревня.